# Sifu (videohra)
Sifu je beat 'em up videohra z roku 2022 vyvinutá a vydaná společností Sloclap. Hra vyšla 8. února 2022 pro PlayStation 4, PlayStation 5 a Windows, pro Nintendo Switch 8. listopadu 2022 a pro Xbox One a Xbox Series X/S 28. března 2023.

## Hratelnost a děj
Hra se odehrává v Číně a hráči ovládají dítě mistra školy bojových umění, který se snaží pomstít těm, kteří jsou zodpovědní za smrt jeho otce. Pokaždé, když hlavní hrdina zemře, je oživen magickým talismanem a zestárne, čímž získá přístup k silnějším útokům, ale sníží se mu zdraví. Když hráčova postava příliš zestárne, může zemřít natrvalo a v takovém případě musí hráči začít úroveň znovu od začátku a od stejného věku, jako byl jejich první pokus.

## Vydání a ohlasy
Hra vyšla 8. února 2022 pro PlayStation 4, PlayStation 5 a Windows, pro Nintendo Switch 8. listopadu 2022 a pro Xbox One a Xbox Series X/S 28. března 2023.
Hra získala od kritiků vesměs pozitivní recenze, v nichž byly chváleny její souboje, prostředí a příběh. Do května 2025 se jí prodalo přes 4 miliony kusů. V prosinci 2024 byla na Amazon Prime Video vydána televizní adaptace Sifu: It Takes a Life.